# The Goonies (videojuego para NES)
The Goonies  es un videojuego de plataformas de 1986 producido por Konami originalmente para la Famicom en Japón y basado en la película homónima. Aunque el juego nunca fue publicado oficialmente en Norteamérica, sí se lanzó una conversión para los sistemas arcade Nintendo Vs. (titulada Vs. The Goonies) y PlayChoice-10. También tuvo sendas conversiones para los ordenadores NEC PC-8801 y Sharp X1, aunque estas fueron bastante peores en gráficos y jugabilidad. Finalmente, en 1988 se convirtió para la Famicom Disk System.
Este videojuego tuvo una secuela titulada The Goonies II que fue publicada en Japón y también en Occidente.